# قبل أن نقول وداعا (أغنية جين مانسون)

قبل أن نقول وداعا (بالفرنسية: Avant de nous dire adieu)‏ هي أغنية للمغنية الإمريكية جين مانسون صدرت عام 1976. جين مانسون عارضة أزياء ومغنية وممثلة أمريكية، بعد أن تم تصويرها في مجلة بلاي بوي في أغسطس 1974، إنتقلت إلى أوروبا وظهرت في العديد من الأفلام، ولكن شهرتها لم تتحق الإ مع هذه الأغنية.سجلتها جين مانسون في عام 1976 وأصدرتها كأول أغنية فردية لها. الجانب الثاني من الأسطوانة كان لأغنية بعنوان «أحبك» وهي من أعمال جين مانسون بمعاونة مع ميشيل مالوري، كلتا الأغنيتين من ألبومها الأول «جين مانسون».
الأغنية من ألحان الفرنسي جان رينارد، وكتب الكلمات المغني وكاتب الأغاني ميشيل مالوري من كورسيكا. ظهرت نسخ من الأغنية في الأسواق الهولندية للمغنية والممثلة البلجيكية «ويندي فان وانتن Wendy Van Wanten» وأيضاً للمغنية والإعلامية الهولندية «ساندرا ريمر Sandra Reemer». ظهرت نسخة باللغة الفنلندية في الأسواق الفنلندية تحت عنوان «لقد رحل Hän mennyt on»، وبلغ مجموع النسخ التي ظهرت بعد صدور الأغنية الأصلية بصوت جين مانسون، 11 نسخة.

## خلفية الأغنية
كانت "جين مانسون" تخطو على التربة الباريسية بهدف العمل بالسينما. لكن لقائها مع جان رينارد، كاتب الأغاني الشهير ومنتج سيلفي فارتان ومايك براندت، قد غير مصيرها. عهد رينارد بإحدى موسيقاه إلى قلم ميشيل مالوري، ومن ثمّ يقترحون على المطربة الشابة: أغنية " قبل أن نقول وداعا". هذا البطء الضعيف والحسي في صوت مانسون يغري الجمهور على الفور. لهجة جين مانسون اللذيذة تثير الارتباك. ترسم "قبل أن نقول وداعا" صورة شابة مستعدة لتسامحها من أجل الحفاظ على حبيبها. إن الإقتراح مثير للدهشة، على أقل تقدير، ولكنه مغري "دعونا نمارس الحب قبل أن نقول وداعًا، وقد باعت الأغنية أكثر من مليوني نسخة في غضون أسابيع، وأصدرت المغنية نسخة جديدة مع إضافة جيتارات اندلسية في عام 2016 بمناسبة مرور 40 عام على دخول مانسون المجال الفني.

## كلمات الأغنية
دعنا نمارس الحب قبل أن نقول وداعا Faisons l'amour avant de nous dire adieu
قبل أن نقول وداعا Avant de nous dire adieu
دعنا نمارس الحب طالما أنت وأنا، إنتهينا Faisons l'amour puisque c'est fini nous deux
أنت وأنا، لقد إنتهى الأمر Puisque c'est fini nous deux
دعنا نمارس الحب كما فعلنا في المرة الأولى Faisons l'amour comme si c'était la première fois
مرة واحدة أخرى أنت وأنا طالما الحب ذهب Encore une fois toi et moi puisque l'amour s'en va
دعنا نمارس الحب قبل أن نقول وداعا Faisons l'amour avant de nous dire adieu
قبل أن نقول وداعا Avant de nous dire adieu
دعنا نمارس الحب طالما أنت وأنا، إنتهينا Faisons l'amour puisque c'est fini nous deux
منذ أن انتهى كل منا Puisque c'est fini nous deux
دعنا نمارس الحب كما فعلنا في المرة الأولى Faisons l'amour comme si c'était la première fois
مرة واحدة أخرى أنت وأنا طالما الحب ذهب Encore une fois toi et moi puisque l'amour s'en va
أستطيع أن أغفر كل شيء Je peux tout te pardonner
واتظاهر بالنسيان Et faire semblant d'oublier
يمكنني إغلاق عيني Je veux bien fermer les yeux
وفعل ما تريد Et faire tout ce que tu veux
يمكنني مشاركتك Je veux bien te partager
ويمكنني أن أتوسل إليك Et ne veux te supplier
لكن إبقى معي Mais reste encore
سأجعل نفسي صغيرة جدا Je me ferai si petite
حتى لن تراني Que tu ne me verras pas
وسأكون حلوة جدا Et je me ferai si tendre
حتى إنك غدا سوف تحبني Que demain tu m'aimeras
سأكون كل الحب Je serai toute d'amour
وسأكون كلي لك Et je serai toute à toi
لكن إبقى معي Mais reste encore
دعنا نمارس الحب طالما أنت وأنا، إنتهينا Faisons l'amour avant de nous dire adieu
أنت وأنا، لقد إنتهى الأمر Puisque c'est fini nous deux
دعنا نمارس الحب كما فعلنا في المرة الأولى Faisons l'amour comme si c'était la première fois
مرة واحدة أخرى أنت وأنا طالما الحب ذهب Encore une fois toi et moi puisque l'amour s'en va

## وصلات خارجية
https://www.jeanemanson.com/ قبل أن نقول وداعا (أغنية جين مانسون) 
https://www.imdb.com/name/nm0543931/ قبل أن نقول وداعا (أغنية جين مانسون) 
https://www.pinterest.fr/pin/776026579516034597/ قبل أن نقول وداعا (أغنية جين مانسون) 
https://www.billetreduc.com/jeane-manson/artiste.htm قبل أن نقول وداعا (أغنية جين مانسون) 
https://www.youtube.com/watch?v=1bQ5r_Ny4cE قبل أن نقول وداعا (أغنية جين مانسون) 